# کاترین یاک
کاترین یاک (به انگلیسی: Katrin Jäke) (زادهٔ ۱۹۷۵) شناگر اهل آلمان است.